# Quanzhou (Guilin)
Der Kreis Quanzhou (chinesisch 全州县, Pinyin Quánzhōu Xiàn; Zhuang Cenzcouh Yen) ist ein Kreis im Autonomen Gebiet Guangxi der Zhuang-Nationalität, Volksrepublik China. Er gehört zum Verwaltungsgebiet der bezirksfreien Stadt Guilin. Quanzhou hat eine Fläche von 3.976 km² und zählt 666.900 Einwohner (Stand: 2018). Sein Verwaltungssitz ist die Großgemeinde Quanzhou (全州镇), PLZ 541500.